# ЖФК Арсенал
Женски фудбалски клуб Арсенал (енгл. Arsenal Women Football Club) је полу-аматерски клуб који је основан 1987. године и тесно је повезан са мушким фудбалским клубом, иако му директно не припада. Оснивач клуба је Вик Аткерс, који је био и главни тренер све до пензионисања 2009. године. Тренутни тренер екипе је Џо Монтемуро.
Најуспешнији су клуб у историји женског енглеског фудбала. Једини су енглески клуб који је освојио Лигу шампиона за жене у сезони 2006/07. године, чиме је ФК Арсенал постао први клуб који је како у мушком, тако и у женском фудбалу освојио европски трофеј.

## Успеси

### Национални успеси
1993, 2001, 2007, и 2009. клуб је успео да освоји трипл круну - Женску премијер лигу, ФА женски куп и Женски лига куп. Завршно са 2013, Арсеналове даме су освојиле ФА женски куп дванаест пута, док им је Женски лига куп припао десет пута. Првакиње лигашког дела такмичења, најјачег за жене у Енглеској, биле су укупно четрнаест пута (дванаест пута првакиње Женске премијер лиге и два пута првакиње Женске супер лиге, која је заменила Премијер лигу као најјаче такмичење). Овим су такође поставиле и лигашки рекорд у обе лиге. Запажена је остала лигашка серија победа коју су даме имале од 7. фебруара 2002. до 29. марта 2009. са 108 узастопних победа, док је ЖФК Евертон није прекинуо победом од 3:0. Ова серија победа је остала запамћена као једна од најдужих у историји светског фудбала.

### ЖФК Арсенал у Европи
Арсеналове даме су до сада седам пута представљале боје Енглеске у УЕФА Лиги шампиона за жене (раније УЕФА Женски куп). Од тога су у два наврата стизале до полуфинала (2003. и 2005). 2003. су убедљиво изгубиле од данског првака Фортуне Јеринг, док су 2005. за мало победиле, изгубивши од шведског првака Дјургарден Даменфутбола и то ремијем 1:1 у гостима, али поразом 0:1 кући. Сезона 2006/07 је до сада најуспешнија у историји клуба. Не само да су даме у тој сезони освојиле сва три домаћа трофеја, већ су у финалу УЕФА Лиге шампиона за жене победиле шведског шампиона Умео ИК дамфутбол и као први енглески женски фудбалски клуб освојиле ово такмичење.

## Стадион
Екипа своје утакмице игра на Мидов парку (4,502 места), а такође има право да једном годишње одигра један меч на Емирејтс стадиону.